# 安正洙
安正洙（안정수，1951年—），北韓政治家，任職輕工業部部長、朝鮮勞動黨中央委員會中央委員、黨中央政治局委員及黨中央委員會副委員長及最高人民會議代議員等多項要職。

## 生平
安正洙於2010年6月出任輕工業部部長。同年，以替補資格成為第12屆最高人民會議的代議員。之後，他還入選黨中央委員的中央委員名單。翌年12月，最高領導人金正日離世，安正洙被繼任人金正恩列為治喪委員會的成員之一。2012年11月，被任命為國家體育指導委員會的委員。2014年3月，以選舉方式當選為最高人民會議的代議員。2017年10月，他在朝鲜劳动党第七届中央委员会第二次全体会议被選為黨中央政治局委員及黨中央委員會副委員長。

## 資料來源
1. 1 2 3 4 5  .   [2014-04-23]. （原始内容存档于2019-11-30）.
2. ↑  "朝鲜劳动党第七届中央委员会第二次全体会议公报" 《朝鮮中央通訊社》 2017-10-08